# Helen Bjørnøy
Helen Oddveig Bjørnøy (née le 18 février 1954), est une femme politique norvégienne, ministre de l'Environnement du 17 octobre 2005 au 18 octobre 2007.